# Jimmy Ernst
Jimmy Ernst, nome artístico de Hans-Ulrich Ernst (Colônia, 24 de junho de 1920 - 6 de fevereiro de 1984) foi um pintor estadunidense nascido na Alemanha.

## Vida
Jimmy nasceu em 1920 em Colônia, Alemanha, filho do pintor surrealista Max Ernst e de Luise Straus, uma historiadora e jornalista. Seus pais divorciaram-se em 1922 e Ernst passou a viver com sua mãe em Colônia. Visitou seu pai na França em 1930, quando este se encontrava com outros artistas como Luis Buñuel, Salvador Dalí, Alberto Giacometti, André Masson, Joan Miró, Man Ray e Yves Tanguy. Em fevereiro de 1933, um mês antes de Hitler tornar-se Chanceler da Alemanha, a SS o procurou no apartamento de Luise Straus, pois era apontado como um notável intelectual suspeito pelo novo regime. Ernst passou a viver com seu avô, Pai de Luise, enquanto sua mãe mudou-se para Paris. Em junho de 1938, Jimmy viajou de Nova Iorque para Le Havre no cruzador SS Manhattan. Ele encontrou-se com vários exilados europeus de vanguarda. Em 1940, assinou uma petição para o comitê de resgates de emergências para o resgate de seu pai. O comitê acatou seu pedido em 1941 e ele foi resgatado da França ocupado pelos nazistas, e levado até Nova Iorque. Em 1944, sem o conhecimento de Jimmy, sua mãe foi enviada de Drancy para o campo de concentração de Auschwitz. Ela acabou não sobrevivendo.

## Carreira
Ernst tornou-se diretor do The Art of This Century Gallery em 1942. Um ano depois, efetuou sua primeira exibição solo. Durante os anos 40, tornou-se membro da  The Irascible Eighteen, um grupo de pintores abstratos que protestavam no Metropolitan Museum of Art pelas políticas envolvendo pintores americanos da década de 1940, onde posou para uma famosa foto de 1950; entres os membros desse grupos estavam: Willem de Kooning, Adolph Gottlieb, Ad Reinhardt, Hedda Sterne, Richard Pousette-Dart, William Baziotes, Jimmy Ernst, Jackson Pollock, James Brooks, Clyfford Still, Robert Motherwell, Bradley Walker Tomlin, Theodoros Stamos, Barnett Newman, e Mark Rothko. Esses artista compunham a Escola de Nova Iorque denominados como  The Irascibles por artigo criado pela Life. 

## Leituras
- Ernst, Jimmy (1992). A Not-So-Still Life. [S.l.]: Pushcart Press. 978-0916366810
- Kuspit, Donald (2000). Jimmy Ernst. [S.l.]: Hudson Hills Press. 978-1555951917